# Teaticket (Massachusetts)
Teaticket é um lugar designado pelo censo localizado no condado de Barnstable no estado estadounidense de Massachusetts. No Censo de 2010 tinha uma população de 1.692 habitantes e uma densidade populacional de 484,63 pessoas por km².

## Geografia
Teaticket encontra-se localizado nas coordenadas 41° 33′ 45″ N, 70° 35′ 15″ O. Segundo a Departamento do Censo dos Estados Unidos, Teaticket tem uma superfície total de 3.49 km², da qual 2.73 km² correspondem a terra firme e (21.88%) 0.76 km² é água.

## Demografia
Segundo o censo de 2010, tinha 1.692 pessoas residindo em Teaticket. A densidade populacional era de 484,63 hab./km². Dos 1.692 habitantes, Teaticket estava composto pelo 94.5% brancos, o 1.18% eram afroamericanos, o 0.47% eram amerindios, o 0.89% eram asiáticos, o 0% eram insulares do Pacífico, o 1.65% eram de outras raças e o 1.3% pertenciam a duas ou mais raças. Do total da população o 1.3% eram hispanos ou latinos de qualquer raça.